# NFC West
De National Football Conference West Division of NFC West is een divisie van de NFL's National Football Conference. De divisie heeft vier deelnemers: Arizona Cardinals, Los Angeles Rams, San Francisco 49ers en Seattle Seahawks.

## Teams
De volgende teams hebben in de NFC West gespeeld:
| Team                | Stad                               | Periode in NFC West | NFC West-titels | Super Bowls                        | Eerdere naam               |
| ------------------- | ---------------------------------- | ------------------- | --------------- | ---------------------------------- | -------------------------- |
| Arizona Cardinals   | Glendale, Arizona                  | 2002–heden          | 3               | geen                               |                            |
| Atlanta Falcons     | Atlanta, Georgia                   | 1970–2001           | 2               | geen                               |                            |
| Carolina Panthers   | Charlotte, North Carolina          | 1995–2001           | 1               | geen                               |                            |
| New Orleans Saints  | New Orleans, Louisiana             | 1970–2001           | 2               | geen                               |                            |
| Los Angeles Rams    | Inglewood (Californië), Californië | 1970–heden          | 15              | 2 (1999, 2021)                     | St. Louis Rams (1995–2015) |
| San Francisco 49ers | Santa Clara, Californië            | 1970–heden          | 22              | 5 (1981, 1984, 1988, 1989 en 1994) |                            |
| Seattle Seahawks    | Seattle, Washington                | 1976, 2002–heden    | 9               | 1 (2013)                           |                            |

## Divisie-indeling
De NFC West werd opgericht in 1970, samen met de NFC Central en de NFC East, na de fusie tussen de National Football League met de American Football League. De indeling van de divisie heeft van haar oprichting tot nu wat metamorfoses ondergaan. In het eerste seizoen kwamen de Atlanta Falcons, de Los Angeles Rams en de San Francisco 49ers (uit de voormalige Coastal Division) samen met de New Orleans Saints (Capitol Division). In 1976 kreeg de NFL er twee ploegen bij: de Tampa Bay Buccaneers werd lid van de AFC en de Seattle Seahawks kwam in de NFC, waar ze lid werden van de NFC West. Een jaar later wisselden de Seahawks en de Buccaneers van conference, maar de Buccaneers werden ingedeeld in de NFC Central; zo werd de NFC West dus weer een divisie met vier teams.
In 1995 werd de NFL uitgebreid van 28 naar dertig teams: elke conference kreeg toen drie divisies met vijf teams en aangezien de NFC West er vier had, kregen zij er een nieuwkomer bij: de Carolina Panthers. In datzelfde jaar verhuisden de Rams van Los Angeles naar Saint Louis (Missouri), waardoor de NFC West haar naam geen eer meer aandeed: de Rams en de Saints speelden in een stad die aan de Mississippi lag en de Falcons en de Panthers speelden ten oosten daarvan. Alleen de 49ers kwamen daadwerkelijk uit het westen.
Aan deze opmerkelijke indeling kwam een einde in 2002, toen de NFL uitbreidde naar 32 teams. Er werd er besloten om in zowel de NFC als de AFC een extra divisie te creëren, zodat elke divisie bestond uit vier teams. Vooral de NFC West ging op de schop: de Falcons, de Panthers en de Saints vertrokken allemaal naar de nieuwe NFC South en de Rams en de 49ers kregen gezelschap van de Arizona Cardinals (NFC East) en van de Seattle Seahawks (AFC West), die weer terugkeerden naar de National Football Conference.
In 2016 keerden de Rams weer terug naar Los Angeles, sindsdien bestaat de divisie ook daadwerkelijk uit de vier westelijkste ploegen van de NFC.
- 1970–1975: Atlanta Falcons, Los Angeles Rams, New Orleans Saints en San Francisco 49ers
- 1976: Atlanta Falcons, Los Angeles Rams, New Orleans Saints, San Francisco 49ers en Seattle Seahawks
- 1977–1994: Atlanta Falcons, Los Angeles Rams, New Orleans Saints en San Francisco 49ers
- 1995–2001: Atlanta Falcons, Carolina Panthers, New Orleans Saints, St. Louis Rams en San Francisco 49ers
- 2002–2015: Arizona Cardinals, St. Louis Rams, San Francisco 49ers en Seattle Seahawks
- 2016–heden: Arizona Cardinals, Los Angeles Rams, San Francisco 49ers en Seattle Seahawks

## Winnaars
In dit overzicht zijn de ploegen te vinden die zich voor de NFC West wisten te plaatsen voor de play-offs, met tussen haakjes de bereikte ronde.
| Kleur of afkorting | Betekenis                                 |
| ------------------ | ----------------------------------------- |
| Geel               | NFC West-team won NFC-titel en Super Bowl |
| Blauw              | NFC West-team won NFC-titel               |
| (SB)               | Team won NFC-titel en Super Bowl          |
| (F)                | Team won NFC-titel                        |
| (HF)               | Team verloor NFC Championship             |
| (KF)               | Team verloor Divisional Playoffs          |
| (WC)               | Team verloor Wild Card Playoffs           |

| Seizoen | Winnaar                  | Balans | Percentage | Wild-Card-teams                                 |
| ------- | ------------------------ | ------ | ---------- | ----------------------------------------------- |
| 1970    | San Francisco 49ers (HF) | 10-1-3 | 0,750      |                                                 |
| 1971    | San Francisco 49ers (HF) | 9-0-5  | 0,643      |                                                 |
| 1972    | San Francisco 49ers (KF) | 8-1-5  | 0,607      |                                                 |
| 1973    | Los Angeles Rams (KF)    | 12-0-2 | 0,857      |                                                 |
| 1974    | Los Angeles Rams (HF)    | 10-0-4 | 0,714      |                                                 |
| 1975    | Los Angeles Rams (HF)    | 12-0-2 | 0,857      |                                                 |
| 1976    | Los Angeles Rams (HF)    | 10-1-3 | 0,750      |                                                 |
| 1977    | Los Angeles Rams (KF)    | 10-0-4 | 0,714      |                                                 |
| 1978    | Los Angeles Rams (HF)    | 12-0-4 | 0,750      | Atlanta Falcons (KF)                            |
| 1979    | Los Angeles Rams (F)     | 9-0-7  | 0,563      |                                                 |
| 1980    | Atlanta Falcons (KF)     | 12-0-4 | 0,750      | Los Angeles Rams (WC)                           |
| 1981    | San Francisco 49ers (SB) | 13-0-3 | 0,813      |                                                 |
| 1982    | Atlanta Falcons (WC)     | 5-0-4  | 0,556      |                                                 |
| 1983    | San Francisco 49ers (HF) | 10-0-6 | 0,625      | Los Angeles Rams (KF)                           |
| 1984    | San Francisco 49ers (SB) | 15-0-1 | 0,938      | Los Angeles Rams (WC)                           |
| 1985    | Los Angeles Rams (HF)    | 11-0-5 | 0,688      | San Francisco 49ers (WC)                        |
| 1986    | San Francisco 49ers (KF) | 10-1-5 | 0,656      | Los Angeles Rams (WC)                           |
| 1987    | San Francisco 49ers (KF) | 13-0-2 | 0,867      | New Orleans Saints (WC)                         |
| 1988    | San Francisco 49ers (SB) | 10-0-6 | 0,625      | Los Angeles Rams (WC)                           |
| 1989    | San Francisco 49ers (SB) | 14-0-2 | 0,875      | Los Angeles Rams (HF)                           |
| 1990    | San Francisco 49ers (HF) | 14-0-2 | 0,875      | New Orleans Saints (WC)                         |
| 1991    | New Orleans Saints (WC)  | 11-0-5 | 0,688      | Atlanta Falcons (KF)                            |
| 1992    | San Francisco 49ers (HF) | 14-0-2 | 0,875      | New Orleans Saints (WC)                         |
| 1993    | San Francisco 49ers (HF) | 10-0-6 | 0,625      |                                                 |
| 1994    | San Francisco 49ers (SB) | 13-0-3 | 0,813      |                                                 |
| 1995    | San Francisco 49ers (KF) | 11-0-5 | 0,688      | Atlanta Falcons (WC)                            |
| 1996    | Carolina Panthers (HF)   | 12-0-4 | 0,750      | San Francisco 49ers (KF)                        |
| 1997    | San Francisco 49ers (HF) | 13-0-3 | 0,813      |                                                 |
| 1998    | Atlanta Falcons (F)      | 14-0-2 | 0,875      | San Francisco 49ers (KF)                        |
| 1999    | St. Louis Rams (SB)      | 13-0-3 | 0,813      |                                                 |
| 2000    | New Orleans Saints (KF)  | 10-0-6 | 0,625      | St. Louis Rams (WC)                             |
| 2001    | St. Louis Rams (F)       | 14-0-2 | 0,875      | San Francisco 49ers (WC)                        |
| 2002    | San Francisco 49ers (KF) | 10-0-6 | 0,625      |                                                 |
| 2003    | St. Louis Rams (KF)      | 12-0-4 | 0,750      | Seattle Seahawks (WC)                           |
| 2004    | Seattle Seahawks (WC)    | 9-0-7  | 0,563      | St. Louis Rams (KF)                             |
| 2005    | Seattle Seahawks (F)     | 13-0-3 | 0,813      |                                                 |
| 2006    | Seattle Seahawks (KF)    | 9-0-7  | 0,563      |                                                 |
| 2007    | Seattle Seahawks (KF)    | 10-0-6 | 0,625      |                                                 |
| 2008    | Arizona Cardinals (F)    | 9-0-7  | 0,563      |                                                 |
| 2009    | Arizona Cardinals (KF)   | 10-0-6 | 0,625      |                                                 |
| 2010    | Seattle Seahawks (KF)    | 7-0-9  | 0,438      |                                                 |
| 2011    | San Francisco 49ers (HF) | 13-0-3 | 0,813      |                                                 |
| 2012    | San Francisco 49ers (F)  | 11-1-4 | 0,719      | Seattle Seahawks (KF)                           |
| 2013    | Seattle Seahawks (SB)    | 13-0-3 | 0,813      | San Francisco 49ers (HF)                        |
| 2014    | Seattle Seahawks (F)     | 12-0-4 | 0,750      | Arizona Cardinals (WC)                          |
| 2015    | Arizona Cardinals (HF)   | 13-0-3 | 0,813      | Seattle Seahawks (KF)                           |
| 2016    | Seattle Seahawks (KF)    | 10-1-5 | 0,656      |                                                 |
| 2017    | Los Angeles Rams (WC)    | 11-0-5 | 0,688      |                                                 |
| 2018    | Los Angeles Rams (F)     | 13-0-3 | 0,813      | Seattle Seahawks (WC)                           |
| 2019    | San Francisco 49ers (F)  | 13-0-3 | 0,813      | Seattle Seahawks (KF)                           |
| 2020    | Seattle Seahawks (WC)    | 12-0-4 | 0,750      | Los Angeles Rams (KF)                           |
| 2021    | Los Angeles Rams (SB)    | 12-0-5 | 0,706      | Arizona Cardinals (WC) San Francisco 49ers (HF) |
| 2022    | San Francisco 49ers (HF) | 13-0-4 | 0,765      | Seattle Seahawks (WC)                           |
| 2023    | San Francisco 49ers (F)  | 12-0-5 | 0,706      | Los Angeles Rams (WC)                           |
| 2024    | Los Angeles Rams (HF)    | 10-0-7 | 0,588      |                                                 |

## Records en trivia
- De San Francisco 49ers zijn met vijf Super Bowls en twintig divisie-titels het succesvolste team in de NFC West.
- De Arizona Cardinals zijn het NFC West-team dat het langst wacht op plaatsing voor de play-offs (laatste keer was in 2015).
- De Seattle Seahawks zijn het laatste NFC West-team dat de Super Bowl wist te winnen (in 2013).
- De beste score voor een NFC West-team in het reguliere seizoen is 0,938 (15 zeges en 1 nederlaag). Dit werd behaald door de San Francisco 49ers in 1984.
- De slechtste score voor een NFC West-team in het reguliere seizoen is 0,063 (1 zege en 15 nederlagen). Dit werd behaald door de New Orleans Saints (1985), de Carolina Panthers (2001) en de St. Louis Rams (2009).
- De Seattle Seahawks waren in 2009 het eerste team in de hele NFL dat een divisie wist te winnen met een losing record (meer nederlagen dan zeges).
- Tussen het ingekorte seizoen 1982 (3-0-6) en 1999 (4-0-12) wisten de San Francisco 49ers elk jaar minstens tien wedstrijden te winnen. Dit is het NFC-record voor seizoenen op rij met tien of meer zeges.[6]

American Football Conference
National Football Conference
Super Bowl · Pro Bowl